# Campeonato Neerlandés de Fútbol 1948-49
El Campeonato Neerlandés de Fútbol 1948/49 fue la 60.ª edición del campeonato de fútbol de los Países Bajos. Participaron 66 equipos divididos en seis divisiones. El campeón nacional sería determinado por un grupo final formado con los ganadores de las divisiones de fútbol del este, norte, dos del sur y dos del oeste. SVV Schiedamse ganó el campeonato de este año.

## Divisiones

### Eerste Klasse Este
|    | Club             | PJ | PG | PE | PP | GF | GC | Pts | DG  |                                           |
| -- | ---------------- | -- | -- | -- | -- | -- | -- | --- | --- | ----------------------------------------- |
| 1  | AGOVV Apeldoorn  | 20 | 11 | 4  | 5  | 40 | 30 | 26  | +10 | Clasificado al grupo final por el título. |
| 2  | SC Enschede      | 20 | 9  | 7  | 4  | 35 | 24 | 25  | +11 |                                           |
| 3  | Heracles         | 20 | 9  | 5  | 6  | 29 | 23 | 23  | +6  |                                           |
| 4  | HVV Hengelo      | 20 | 6  | 8  | 6  | 34 | 31 | 20  | +3  |                                           |
| 5  | Enschedese Boys  | 20 | 8  | 4  | 8  | 27 | 26 | 20  | +1  |                                           |
| 6  | Quick Nijmegen   | 20 | 7  | 6  | 7  | 35 | 38 | 20  | -3  |                                           |
| 7  | FC Wageningen    | 20 | 6  | 7  | 7  | 34 | 35 | 19  | -1  |                                           |
| 8  | Zwolsche Boys    | 20 | 6  | 6  | 8  | 26 | 26 | 18  | 0   |                                           |
| 9  | Go Ahead         | 20 | 6  | 6  | 8  | 27 | 30 | 18  | -3  |                                           |
| 10 | Be Quick Zutphen | 20 | 7  | 3  | 10 | 27 | 39 | 17  | -12 | Descendido.                               |
| 11 | NEC Nijmegen     | 20 | 5  | 4  | 11 | 26 | 38 | 14  | -12 |                                           |

PJ = Partidos jugados; PG = Partidos ganados; PE = Partidos empatados; PP = Partidos perdidos; GF = Goles a favor; GC = Goles en contra; Pts = Puntos; DG = Diferencia de goles

### Eerste Klasse Norte
|    | Club            | PJ | PG | PE | PP | GF | GC | Pts | DG  |                                           |
| -- | --------------- | -- | -- | -- | -- | -- | -- | --- | --- | ----------------------------------------- |
| 1  | sc Heerenveen   | 18 | 15 | 3  | 0  | 68 | 19 | 33  | +49 | Clasificado al grupo final por el título. |
| 2  | Be Quick 1887   | 19 | 8  | 7  | 4  | 39 | 22 | 23  | +17 |                                           |
| 3  | LVV Friesland   | 19 | 8  | 6  | 5  | 31 | 34 | 22  | -3  |                                           |
| 4  | LAC Frisia 1883 | 20 | 10 | 2  | 8  | 41 | 35 | 22  | +6  |                                           |
| 5  | Sneek Wit Zwart | 20 | 9  | 3  | 8  | 36 | 36 | 21  | 0   |                                           |
| 6  | VV Leeuwarden   | 20 | 8  | 4  | 8  | 43 | 39 | 20  | +4  |                                           |
| 7  | Velocitas 1897  | 20 | 9  | 2  | 9  | 28 | 41 | 20  | -13 |                                           |
| 8  | GVAV Rapiditas  | 20 | 5  | 5  | 10 | 34 | 39 | 15  | -5  |                                           |
| 9  | HSC             | 20 | 4  | 6  | 10 | 23 | 37 | 14  | -14 |                                           |
| 10 | FC Emmen        | 20 | 5  | 4  | 11 | 30 | 53 | 14  | -23 | Descendido.                               |
| 11 | Achilles 1894   | 20 | 4  | 4  | 12 | 32 | 50 | 12  | -18 |                                           |

PJ = Partidos jugados; PG = Partidos ganados; PE = Partidos empatados; PP = Partidos perdidos; GF = Goles a favor; GC = Goles en contra; Pts = Puntos; DG = Diferencia de goles

### Eerste Klasse Sur-I
|    | Club           | PJ | PG | PE | PP | GF | GC | Pts | DG  |                                           |
| -- | -------------- | -- | -- | -- | -- | -- | -- | --- | --- | ----------------------------------------- |
| 1  | BVV Den Bosch  | 20 | 15 | 1  | 4  | 44 | 13 | 31  | +31 | Clasificado al grupo final por el título. |
| 2  | Limburgia      | 20 | 13 | 3  | 4  | 49 | 34 | 29  | +15 |                                           |
| 3  | Willem II      | 20 | 11 | 3  | 6  | 42 | 25 | 25  | +17 |                                           |
| 4  | VVV            | 20 | 11 | 2  | 7  | 33 | 16 | 24  | +17 |                                           |
| 5  | NAC            | 20 | 10 | 3  | 7  | 39 | 32 | 23  | +7  |                                           |
| 6  | MVV Maastricht | 20 | 7  | 5  | 8  | 40 | 34 | 19  | +6  |                                           |
| 7  | VV TSC         | 20 | 5  | 8  | 7  | 36 | 37 | 18  | -1  |                                           |
| 8  | VV Brabantia   | 20 | 7  | 3  | 10 | 24 | 38 | 17  | -14 |                                           |
| 9  | Juliana        | 20 | 6  | 4  | 10 | 43 | 62 | 16  | -19 |                                           |
| 10 | HVV Helmond    | 20 | 3  | 5  | 12 | 29 | 50 | 11  | -21 | Descendido.                               |
| 11 | De Spechten    | 20 | 2  | 3  | 15 | 27 | 65 | 7   | -38 | Descendido.                               |

PJ = Partidos jugados; PG = Partidos ganados; PE = Partidos empatados; PP = Partidos perdidos; GF = Goles a favor; GC = Goles en contra; Pts = Puntos; DG = Diferencia de goles

### Eerste Klasse Sur-II
|    | Club           | PJ | PG | PE | PP | GF | GC | Pts | DG  |                                           |
| -- | -------------- | -- | -- | -- | -- | -- | -- | --- | --- | ----------------------------------------- |
| 1  | NOAD           | 20 | 12 | 4  | 4  | 36 | 21 | 28  | +15 | Clasificado al grupo final por el título. |
| 2  | Bleijerheide   | 20 | 9  | 6  | 5  | 32 | 23 | 24  | +9  |                                           |
| 3  | PSV Eindhoven  | 20 | 8  | 5  | 7  | 35 | 26 | 21  | +9  |                                           |
| 4  | FC Eindhoven   | 20 | 8  | 5  | 7  | 36 | 30 | 21  | +6  |                                           |
| 5  | SC Helmondia   | 20 | 8  | 5  | 7  | 29 | 30 | 21  | -1  |                                           |
| 6  | SC Emma        | 20 | 7  | 5  | 8  | 22 | 28 | 19  | -6  |                                           |
| 7  | SV Kerkrade    | 20 | 7  | 4  | 9  | 32 | 35 | 18  | -3  |                                           |
| 8  | Maurits        | 20 | 6  | 6  | 8  | 21 | 25 | 18  | -4  |                                           |
| 9  | Sittardse Boys | 20 | 5  | 8  | 7  | 24 | 29 | 18  | -5  |                                           |
| 10 | LONGA          | 20 | 7  | 2  | 11 | 29 | 34 | 16  | -5  |                                           |
| 11 | Baronie/DNL    | 20 | 7  | 2  | 11 | 37 | 52 | 16  | -15 | Descendido.                               |

PJ = Partidos jugados; PG = Partidos ganados; PE = Partidos empatados; PP = Partidos perdidos; GF = Goles a favor; GC = Goles en contra; Pts = Puntos; DG = Diferencia de goles

### Eerste Klasse Oeste-I
|    | Club                | PJ | PG | PE | PP | GF | GC | Pts | DG  |                                           |
| -- | ------------------- | -- | -- | -- | -- | -- | -- | --- | --- | ----------------------------------------- |
| 1  | SVV                 | 20 | 15 | 2  | 3  | 50 | 25 | 32  | +25 | Clasificado al grupo final por el título. |
| 2  | Xerxes              | 20 | 12 | 3  | 5  | 52 | 33 | 27  | +19 |                                           |
| 3  | Blauw-Wit Amsterdam | 20 | 11 | 4  | 5  | 46 | 32 | 26  | +14 |                                           |
| 4  | AFC Ajax            | 20 | 9  | 5  | 6  | 51 | 42 | 23  | +9  |                                           |
| 5  | DOS                 | 20 | 8  | 5  | 7  | 37 | 36 | 21  | +1  |                                           |
| 6  | HFC Haarlem         | 20 | 8  | 2  | 10 | 42 | 41 | 18  | +1  |                                           |
| 7  | ADO Den Haag        | 20 | 6  | 4  | 10 | 40 | 38 | 16  | +2  |                                           |
| 8  | HVV 't Gooi         | 20 | 6  | 3  | 11 | 23 | 41 | 15  | -19 |                                           |
| 9  | De Volewijckers     | 20 | 4  | 7  | 9  | 21 | 40 | 15  | -19 |                                           |
| 10 | Stormvogels         | 20 | 6  | 2  | 12 | 30 | 44 | 14  | -14 | Descendido.                               |
| 11 | Sparta Rotterdam    | 20 | 5  | 3  | 12 | 22 | 42 | 13  | -20 |                                           |

PJ = Partidos jugados; PG = Partidos ganados; PE = Partidos empatados; PP = Partidos perdidos; GF = Goles a favor; GC = Goles en contra; Pts = Puntos; DG = Diferencia de goles

### Eerste Klasse Oeste-II
|    | Club            | PJ | PG | PE | PP | GF | GC | Pts | DG  |                                           |
| -- | --------------- | -- | -- | -- | -- | -- | -- | --- | --- | ----------------------------------------- |
| 1  | VSV             | 20 | 17 | 0  | 3  | 56 | 26 | 34  | +30 | Clasificado al grupo final por el título. |
| 2  | Feijenoord      | 20 | 12 | 5  | 3  | 57 | 40 | 29  | +17 |                                           |
| 3  | HFC EDO         | 20 | 9  | 7  | 4  | 40 | 24 | 25  | +16 |                                           |
| 4  | Hermes DVS      | 20 | 9  | 6  | 5  | 47 | 31 | 24  | +16 |                                           |
| 5  | DWS             | 20 | 8  | 5  | 7  | 29 | 25 | 21  | +4  |                                           |
| 6  | SC Neptunus     | 20 | 6  | 6  | 8  | 26 | 34 | 18  | -8  |                                           |
| 7  | HBS Craeyenhout | 20 | 7  | 3  | 10 | 42 | 52 | 17  | -10 |                                           |
| 8  | KFC             | 20 | 4  | 8  | 8  | 39 | 46 | 16  | -7  |                                           |
| 9  | Zeeburgia       | 20 | 5  | 5  | 10 | 33 | 44 | 15  | -11 |                                           |
| 10 | DFC             | 20 | 5  | 4  | 11 | 26 | 41 | 14  | -15 | Descendido.                               |
| 11 | DHC Delft       | 20 | 3  | 1  | 16 | 22 | 54 | 7   | -32 | Descendido.                               |

PJ = Partidos jugados; PG = Partidos ganados; PE = Partidos empatados; PP = Partidos perdidos; GF = Goles a favor; GC = Goles en contra; Pts = Puntos; DG = Diferencia de goles

### Grupo final por el título
|   | Club            | PJ | PG | PE | PP | GF | GC | Pts | DG  |
| - | --------------- | -- | -- | -- | -- | -- | -- | --- | --- |
| 1 | SVV             | 10 | 6  | 3  | 1  | 20 | 13 | 15  | +7  |
| 2 | BVV Den Bosch   | 10 | 6  | 1  | 3  | 37 | 29 | 13  | +8  |
| 3 | AGOVV Apeldoorn | 10 | 4  | 3  | 3  | 14 | 8  | 11  | +6  |
| 4 | sc Heerenveen   | 10 | 5  | 1  | 4  | 28 | 21 | 11  | +7  |
| 5 | VSV             | 10 | 4  | 0  | 6  | 16 | 18 | 8   | -2  |
| 6 | NOAD            | 10 | 0  | 2  | 8  | 5  | 28 | 2   | -23 |

PJ = Partidos jugados; PG = Partidos ganados; PE = Partidos empatados; PP = Partidos perdidos; GF = Goles a favor; GC = Goles en contra; Pts = Puntos; DG = Diferencia de goles
|                         |
| Campeón SVV 1.er título |